# 챠오 (잡지)
《챠오》(일본어: ちゃお)는 쇼가쿠칸에서 발행하는 일본의 소녀 만화 잡지이다. 1977년에 창간되었다. 초기에는 주로 문구류를 부록으로 제공하였으나, 현재는 화장품, 시계, 공책, 필기구 등 다양한 제품을 부록으로 제공한다. 경쟁지는 《리본》과 《나카요시》이다.

## 연재 중인 작품
| 작품명                                                                           | 작가                         | 원작자             | 시작호        | 영상 관련   | 비고        |
| -------------------------------------------------------------------------------- | ---------------------------- | ------------------ | ------------- | ----------- | ----------- |
| 이쪽을 봐! 미이코 (こっちむいて! みい子)                                         | 오노 에리코 (おのえりこ)     | -                  | 1995년 1월호  | 원작 인용작 |             |
| 고양이, 시작했습니다 (ねこ、はじめました)                                        | 와가타 코노미 (環方このみ)   | -                  | 2015년 11월호 |             |             |
| 여고생 아저씨 (JKおやじ!)                                                        | 카토 미노리 (加藤みのり)     | -                  | 2016년 4월호  |             |             |
| 헬로! 마이 베이비 (はろー! マイベイビー)                                         | 카와다 시노 (かわだ志乃)     | -                  | 2018년 5월호  |             | 시리즈 작품 |
| 숲의 쿠마짱 (森ののくまちゃん)                                                   | 에비나 시오 (えびなしお)     | -                  | 2018년 6월호  |             |             |
| 짝사랑 미스테이크! (片想いミステイク!)                                           | 모리타 유키 (森田ゆき)       | -                  | 2019년 11월호 |             |             |
| 오늘부터 아빠는 신령님입니다. (今日からパパは神様です。)                         | 테라모토 미츠키 (寺本実月)   | -                  | 2020년 1월호  |             | 제3시리즈   |
| 어른은 알아주지 않아. (大人はわかってくれない。)                                 | 마이타 나오 (まいた菜穂)     | -                  | 2020년 2월호  |             |             |
| 모여봐요 동물의 숲 ~평화로운 섬 소식~ (あつまれ どうぶつの森 ~のんびり島だより~) | 카토 미노리                  | 닌텐도             | 2020년 2월호  | 타이업      |             |
| 익애 로얄 (溺愛ロワイヤル)                                                       | 야가미 치토세 (八神千歳)     | -                  | 2020년 4월호  |             |             |
| 동급생과 사랑하는 방법 (同級生と恋する方法)                                      | 오오키 마시로 (大木真白)     | -                  | 2020년 7월호  |             | 제4시리즈   |
| 아이카츠 플래닛! 드레드레☆드레시아 (アイカツプラネット! ドレドレ☆ドレシア)       | 에비나 시오                  | 반다이 BN Pictures | 2021년 2월호  | 타이업      |             |
| 청의 아이리스 (青のアイリス)                                                     | 아부유치 유 (やぶうち優)     | -                  | 2021년 2월호  |             | 휴재 중     |
| 폰포코 로보 아토&수 (ポンポコロボ アト＆スゥ)                                    | 시노즈카 히로무 (篠塚ひろむ) | -                  | 2021년 4월호  |             |             |
| 컬러풀! (カラフル!)                                                              | 토키와 아이 (ときわ藍)       | -                  | 2021년 7월호  |             | 제2시리즈   |
| 디어 버디 ~유대 동물병원~ (ディアバディ ~きずな動物病院~)                        | 아즈키 유리 (あずき友里)     | -                  | 2021년 8월호  |             |             |
| 킹님의 첫 번째 별 (キング様のいちばん星)                                         | 키라사기 유키노 (如月ゆきの) | -                  | 2021년 9월호  |             |             |
| 왓챠 프리마지! (ワッチャプリマジ!)                                               | 츠지나가 히츠지 (辻永ひつじ) | 타카라토미 아츠    | 2021년 10월호 | 타이업      |             |
| 너와 결혼하지 않을 거야! (キミと結婚なんかしない!)                               | 츠지나가 히츠지              | -                  | 2021년 11월호 |             |             |
| 천사와 악마와 나 (天使と悪魔とわたし。)                                          | 나카지마 유카 (中嶋ゆか)     | -                  | 2022년 2월호  |             |             |
| 걸 학원. II ~Lucky Stars~ (ガル学。 II ~Lucky Stars~)                            | 오리토 카호리 (おりとかほり) | -                  | 2022년 3월호  | 타이업      |             |